# Ludwig Yorck von Wartenburg
Ludwig Yorck von Wartenburg (26 de setembre de 1759 - 4 d'octubre de 1830), també conegut com Ludwig Yorck, va ser un general prussià d'ascendència caixúbia, fundador de la branca dels comtes Yorck von Wartenburg. Continua a la història com a signatari de la Convenció de Tauroggen (30 de desembre de 1812), que marca la inversió de l'aliança de Prússia contra Napoleó I.
El 1722 ingressà al regiment de Luck; en 1777 era tinent, i va fer la campanya de 1778, però en 1779 va ser expulsat per insubordinació i condemnat a presó en un castell de Könisberg, on va estar un any tancat. El 1781 va entrar al servei d'Holanda i va lluitar a les Índies Orientals (1783/84) com a cap de companyia en el regiment de suïssos de Meuron. Tornat a Alemanya en 1785, als dos anys va ingressar de capità en el batalló de fusellers a Johannisburg. Quan la retirada de l'exèrcit a Altenzaun (26 d'octubre de 1806), va cobrir el pas de l'Elba, i en la retirada ulterior va dirigir la rereguarda del cos d'exèrcit de Blücher fins a Lubeck, on, greument ferit, va caure presoner de l'enemic. Bescanviat amb Blücher al febrer de 1807, va ser ascendit a major general i, arrel del Tractat de Tilsit, se li va confiar el comandament de Memel; a finals de 1808 va tenir el de la brigada prussiana de l'Oest, i el 1810 juntament amb la inspecció general de totes les tropes lleugeres.

## Nomenat governador
El 1811 fou nomenat governador de la província de Prússia, fou destinat, a la campanya de 1812, com a tinent general i segon comandant en cap, a les ordres de Grawert, al cos auxiliar que havia de xocar amb l'exèrcit francès, i després de la partida de Grawert va dirigir el cos de l'exèrcit emprat al setge de Riga. En emprendre (a la fi de 1812) la retirada del cos d'exèrcit de Macdonald, arran de la derrota de la Grand Armée, Yorck va rebre el comandament de la rereguarda; però ell creient que era aquell el moment crític de l'alliberament d'Alemanya i que únicament amb la seva deserció podia obligar els francesos a retrocedir fins a l'Elba, el 30 de desembre de 1812, va signar al molí de Poscherum, amb el general rus Diebitsch i sense autorització del rei, un Conveni, en virtut del qual el cos d'exèrcit prussià va entrar en camp neutral, deixant en mans del sobirà prendre una altra decisió ulterior. El rei, que encara es trobava en poder dels francesos, va rebutjar el Conveni i va ordenar una investigació sobre l'acte de Yorck, el qual, malgrat això, va seguir al comandament i com a general governador de Prússia va dirigir en aquella província la mobilització. En comparèixer Yorck a Berlín el 17 de març de 1813, el rei, en una ordre del dia, va aprovar la seva conducta i li va confirmar al comandament.
A la primavera de 1813, a les ordres de Wittgenstein, Yorck va prendre part en els fets d'armes de Grossgörschen i Bautzen, i en la nova organització de l'exèrcit prussià se li va encarregar el comandament del primer cos, que, destinat a les forces silesianes, va contribuir poderosament a la victòria de Katzbach (26 d'agost), i va tenir part molt principal en els èxits d'aquelles forces, encara que Yorck va desaprovar l'estratègia de Blücher i Gneisenau, censuro vivament l'inconsiderat sacrifici que es feia de les tropes i va dedicar a aquestes tota la seva cura és incansable previsió. El 3 d'octubre, amb el sagnant combat de Wartenburg, va fer possible a Blücher el pas per l'Elba. A la batalla de Mückern (10 d'octubre), Yorck va portar gairebé tot el pes del combat, i encara que va patir enormes pèrdues, va empènyer els derrotats francesos en la seva retirada sobre l'Unstrut. L'1 de gener de 1814 va fer de nit el pas pel Rin a Kaub, va prendre Saint-Dizier (30 de gener), va atacar Châlons (4 de febrer), i en el combat de Montmirail (11 de febrer) va salvar d'una ruïna al general rus Sacken. A Laon (9 de març) va enviar amb gran èxit l'ala esquerra del cos d'exèrcit de Silèsia, i el 30 de març va prendre part molt important a la batalla que es va travar als murs de París. Després de signada la pau, se li va donar el comandament general a Silèsia, va ser promogut a genera d'infanteria i elevat a la categoria de comte amb una pensió anual i l'addició de von Wartenburg al seu cognom. En la campanya de 1815 va tenir el comandament suprem de les forces de reserva destacades entre l'Elba i el Rin. Allí va poder preveure una futura postergació, per la qual cosa, en signar-se la pau, es va retirar definitivament vivint en endavant a Silèsia.
El 5 de maig de 1821 fou nomenat general mariscal de camp. El 1855 se li va erigir una estàtua a Berlín i el 1889 es va donar el seu nom al batalló núm. 1 de caçadors de la Prússia Oriental.